# Barranc de l'Obac (Fígols de Tremp)
El barranc de l'Obac, és un barranc de l'antic terme de Fígols de Tremp, actualment inclòs en el terme municipal de Tremp, al Pallars Jussà.
Es forma al sud-est de lo Pujolet, al nord de la Serra d'Arbull i al sud-oest de la de Montllobar. Des d'aquell lloc davalla cap a l'oest i sud-oest, fins que s'aboca en el barranc de Montllobar.